# خوليو ماجليوني
 جوليو سيزار ماجليوني (من مواليد 14 تشرين الثاني/ نوفمبر 1935 في مونتيفيديو ، أوروغواي )  هو عضو في اللجنة الأولمبية الدولية (IOC) من الأوروغواي . وهو عضو في اللجنة الأولمبية الدولية منذ عام 1996.
بين عامي 1989 و 1990 ، شغل منصب رئيس اتحاد أوروغواي لكرة القدم 
ماجليوني هو الرئيس الحالي للجنة الأولمبية الأوروغوايانية (Comité Olímpico Uruguayo، COU) ، وشغل هذا المنصب منذ عام 1987.  في تموز/ يوليو 2009 ، تم انتخابه رئيسًا لـ FINA ، الاتحاد الدولي للسباحة.  اعتبارًا من تموز/ يوليو 2013 ، هو على وشك إعادة انتخابه لهذا المنصب.  [ بحاجة إلى تحديث ]
في ايلول/ سبتمبر 2012 أعيد انتخابه رئيس COU للفترة 2012 - 2016. 

## شغل المناصب الرياضية
| منظمة                                                                  | موضع                           | مصطلح                                 |
| ---------------------------------------------------------------------- | ------------------------------ | ------------------------------------- |
| اللجنة الأولمبية الدولية (IOC)                                         | عضو                            | 1996-2015                             |
| رابطة اللجان الأولمبية الوطنية (ANOC)                                  | نائب الرئيس </br> (الأمريكتان) | 2002–                                 |
| لجنة أوليمبيكو أوروغواي                                                | رئيس                           | 1987 -                                |
| FINA                                                                   | رئيس                           | 2009– </br> (الفترة الأولية حتى 2013) |
| FINA                                                                   | أمين صندوق فخري                | 1992-2009                             |
| FINA                                                                   | نائب الرئيس                    | 1988-1992                             |
| CONSANAT                                                               | رئيس                           | 1976–78                               |
| اتحاد السباحة للهواة في الأمريكتين (ASUA)                              | رئيس                           | 1979-83 </br> 1995-99                 |
| Federación Uruguaya de Natación (FUN) </br> (اتحاد السباحة الأوروغواي) | رئيس                           | 1969-1985                             |
| Asociación Uruguaya de Fútbol (AUF) </br> (اتحاد أوروغواي لكرة القدم)  | رئيس                           | 1989-1990                             |

## الدكتور خوليو ماجليوني (URU) - مساهم شرف 2012
عن سجله: عضو اللجنة الأولمبية الدولية: منذ 1996. رئيس FINA: 2009 - حتى الآن ؛ FINA HONORARY TREASURER: 1992-2009 ؛ نائب الرئيس الفخري فينا: 1988-1992 ؛ عضو FINA BUREAU: 1984-1988 ؛ رئيس اتحاد أمريكا اللاتينية (UANA): 1979-1983 ، 1995-1999 ؛ رئيس اتحاد السباحة الأمريكي الجنوبي: 1976-1978 ؛ الرئيس الفخري لاتحاد السباحة الأمريكي الجنوبي: 1984 ؛ رئيس الاتحاد الأوروغوياني للسباحة: 1969-1985.
ولد الدكتور خوليو ماجليوني عام 1935 ، في مونتيفيديو ، أوروغواي. بعد تعلم السباحة ، سرعان ما أصبح بطل أوروغواي الوطني وحامل الرقم القياسي في سباق 100 متر و 200 متر فراشة / صدر من 1949 إلى 1954. كان مشاركًا في بورتو أليغري ، أول ألعاب جامعية في البرازيل وحاصل على الميدالية البرونزية في سباق 200 متر صدر و 100 متر فراشة بميدالية فضية في سباق التتابع 4 × 100 متر متنوع في ألعاب أمريكا اللاتينية في هافانا. كان أحد المشاركين في ألعاب عموم أمريكا لعام 1955 في مكسيكو سيتي وكان صاحب الرقم القياسي في أمريكا الجنوبية في سباق 4x100 متر متنوع.
في عام 1955 ، حول خوليو انتباهه إلى رد الجميل للرياضة التي أحبها. كمسؤول ، شغل منصب رئيس اتحاد السباحة في أوروغواي من عام 1969 إلى عام 1985 ، ورئيسًا لاتحاد السباحة في أمريكا الجنوبية من عام 1976 إلى عام 1978 ، وانتُخب رئيسًا فخريًا للاتحاد في عام 1984. وكان رئيسًا لاتحاد السباحة للهواة في الاتحاد. الأمريكتان من 1979 إلى 1983 ومن 1995 إلى 1999.
في عام 1984 ، تم انتخاب ماجليوني في مكتب FINA وشغل منصب عضو المكتب حتى عام 1988 ، عندما تم انتخابه نائبًا للرئيس. في عام 1992 ، تم انتخابه أمينًا للمكتب وعمل في هذا المكتب لمدة 16 عامًا. في عام 2009 ، تم انتخابه رئيسًا لـ FINA في مؤتمر FINA وبطولة العالم في روما.
ومن بين الجوائز العديدة التي حصل عليها FINA Gold Pin ؛ وسام الاستحقاق من ANOC (1994) ؛ الكأس المئوية للجنة الأولمبية الدولية (1994) ؛ شارة ذهبية اللجنة الأولمبية الوطنية ؛ وسام الاستحقاق الملكي في الرياضة من وزير التعليم والعلوم الإسباني (1996) ؛ وسام جوقة الشرف من الجمهورية الفرنسية (1998) ؛ وسام اللجنة الأولمبية الصينية (1999) ؛ اطلب "Bernardo O’Higgins" ، تشيلي (2000) ؛ تكريم لجنة بيير دي كوبرتان الدولية (2002) والمواطن الفخري لمونتيفيديو (2007).
منذ عام 1996 ، عمل خوليو كعضو في اللجنة الأولمبية الدولية. الدكتورة ماجليوني متزوجة ولديها طفلان وهي طبيب أسنان شرعي من حيث المهنة.(2)

## ما كتب عنه في الموقع الرسمي للاتحاد الدولي للسباحة
د. Julio C. Maglione - رئيس FINA
السيرة الذاتية:
خوليو سيزار ماجليوني سباح دولي لبلاده ، وقد خدم في عدد لا يحصى من المناصب القيادية ، بما في ذلك نائب وزير الصحة العامة في أوروغواي (1991-1992) ؛ عضو ورئيس اللجنة الأولمبية الوطنية (1987 حتى يومنا هذا). عمل في FINA كعضو في المكتب (1984-1988) ، ونائب الرئيس (1988-1992) ، وأمين الخزانة الفخري (1992-2009) ، والرئيس (منذ 2009). ولد في عام 1935 ، مثل أوروغواي في دورة ألعاب أمريكا اللاتينية عام 1954 وألعاب عموم أمريكا عام 1955. وفي عام 1969 ، تم انتخابه رئيسًا لاتحاد السباحة في أوروغواي ، وخدم لفترة ثانية في ذلك المنصب حتى عام 1985. عضو في اللجنة الأولمبية الدولية ، وهو أيضًا الرئيس بالنيابة السابق لمنظمة الرياضة للبلدان الأمريكية (PASO) ، وهو حاليًا نائب رئيس أول في ANOC (رابطة اللجان الأولمبية الوطنية). حصل الرئيس الفخري للجنة الحكومية الدولية للتربية البدنية والرياضة ، اليونسكو ، الدكتور ماجليوني على العديد من الجوائز المرموقة ، بما في ذلك FINA Gold Pin ، وكأس IOC المئوية ، ووسام جوقة الشرف من الجمهورية الفرنسية ، والمواطنة الفخرية لمونتيفيديو.

## الهوامش
- (1) نقلا عن الموقع الرسمي
- https://ishof.org/dr.-julio-maglione-(uru).html
- (2) نقلا عن الموقع الرسمي للاتحاد
- https://worldaquaticsconvention.com/speaker/dr-julio-c-maglione-president-fina/